# Urbanistyka i architektura Rybnika

## Urbanistyka Rybnika

### Początki rozwoju przestrzennego miasta
W średniowieczu, być może na przełomie XI i XII wieku, w dolinie Nacyny powstała – związana więzami zależności z grodem w Raciborzu – osada rybacka, która dała początek późniejszemu miastu. Pod koniec XII wieku wrocławski biskup Żyrosław II konsekrował w Rybniku nieistniejący już kościół farny pw. Najświętszej Marii Panny, budowany w latach 1170–1197.
Dawna osada przeistoczyła się w miasto pomiędzy rokiem 1288 a 1308, gdy została lokowana na prawie niemieckim (magdeburskim).
Do 1336 r. Rybnik był pod władaniem śląskich Piastów. W tamtym czasie na terenie obecnego centrum miasta znajdował się średniowieczny zamek piastowski (istniejący do dziś w zmienionej postaci). Na obecnym Placu Wolności mieścił się wówczas plac handlowy spełniający rolę rynku.
W latach 1437–1473 Rybnik znajdował się w wydzielonej części księstwa raciborskiego, stając się jedną z siedzib Mikołaja, a następnie Wacława (książąt raciborskich). W tym czasie dokonano przebudowy rybnickiego zamku, w tym zainstalowano nowy system grzewczy w postaci pieca kaflowego.
W 1788 roku Antoni Węgierski sprzedał miasto królowi pruskiemu, Wilhelmowi Fryderykowi II, dzięki czemu Rybnik uzyskał statut wolnego miasta królewskiego (immediatowego), co wpłynęło na poprawę życia rybniczan, m.in. zniesiono poddaństwo oraz zaczęto przebudowę miasta – drewniane budynki zastąpione zostały murowanymi. Już w rok po zakupie stary zamek piastowski przekształcono w ośrodek dla inwalidów wojennych. W latach 1796–1801 wzniesiono kościół Matki Bożej Bolesnej, który stał się główną świątynią miasta. Gwałtowny rozwój górnictwa węgla kamiennego na całym Górnym Śląsku, w tym również w rejonie Rybnika skutkował powstaniem pod koniec XVIII wieku w Rybniku Królewskiego Urzędu Górniczo-Hutniczego.
Weduta Rybnika powstała u schyłku XVIII wieku ukazuje małe miasteczko usadowione pomiędzy dwiema dominantami – kościołem parafialnym oraz zamkiem. Były to nie tylko architektoniczne dominanty, ale również symbole odzwierciedlające ich faktyczną pozycję w mieście i okolicy.

### Rozbudowa miasta w XIX wieku
Bardzo ważne znaczenie w rozbudowie miasta miało wybudowanie dworca kolejowego, dzięki czemu od 1 października 1856 r. Rybnik zyskał połączenie kolejowe z ościenny miastami i zakładami przemysłowymi (przede wszystkim kopalniami). Budynek usytuowany na wzniesieniu wyraźnie dominował nad sąsiednimi budowlami. Komunikacja miasta z dworcem odbywała się najpierw poprzez jeden, następnie dwa, a w końcu trzy ciągi komunikacyjne. Główny, prowadzący do ścisłego centrum, aż po współczesny Urząd Miasta nosił nazwę Bahnhofstrasse (dawna ul. Dworcowa). Osią komunikacji między centrum miasta a dworcem były dzisiejsze ulice Józefa Piłsudskiego oraz Miejska.
W drugiej połowie XIX wieku ugruntowywało się rosnące bogactwo Rybnika. W mieście i okolicach powstało wiele nowych przedsiębiorstw, które przynosząc duże zyski przyciągały kapitał, a przede wszystkim ludzi. Dla ich obsługi, a także jako miejsce pracy powstawały kolejne obiekty: starostwo, poczta, komunalne kasy i pierwsze banki, budynki szkolne i opiekuńcze.
Dawna zabudowa miasta i główne źródło energii – rzeka i kanał młyński stanowiły o dobrobycie miasta. Obok dawnej XVIII-wiecznej garbarni, później należącej do rodziny Haase znajdowała się farbiarnia Pragera, młyn braci Fuks, młyn zamkowy, browar zamkowy, garbarnia Urbańczyka i farbiarnia Kollara, a także rzeźnia miejska. Od osi rzeki były odsunięte dwa potężne młyny: Müllera i Mandowskiego, dysponujące nowoczesnymi maszynami i własnymi ujęciami wody.
Na wschód od dawnej ulicy Dworcowej ukształtował się trakt znany jako Promenaden Strasse (dziś ulica 3 Maja). Tuż przy niej założono miejską gazownię, jak również zakład gospodarujący ujęciami wody. Rejon pomiędzy dzisiejszą ulicą 3 Maja a granicą wyznaczoną przez rzekę Nacynę stanowił zagłębie piwne miasta. W latach 70. XIX wieku w Rybniku działało aż pięć browarów.
Przemysłowy obraz miasta w rejonie ul. 3 Maja, wraz z oddaleniem się od centrum ewoluował w kierunku przestrzeni zagospodarowanej na zupełnie inne cele. Bliżej dworca kolejowego usytuowano Szpital Juliusza, w jego pobliżu powstał skwer miejski. Tuż obok znajdowała się żydowska nekropolia. Najbliżej dworca kolejowego znajdował się monumentalny budynek starostwa i Powiatowej Kasy Oszczędności oraz komenda garnizonu rybnickiego (według danych z 1876 r. stacjonował tu 1. batalion 1. górnośląskiego regimentu Landwehry nr 22).
W 1889 roku dzięki staraniom Karola Strzody w pobliżu torów kolejowych przy dzisiejszej ul. Dworcowej powstała Rybnicka Huta (Rybniker Hütte, po 1945 r. Rybnicka Fabryka Maszyn Ryfama). Nowe przedsiębiorstwo wyrabiało już przed I wojną światową liczne wyroby żelazne – odlewy i inne, niezwykle przydatne w przemyśle górniczym, a także mające sporą wartość dla kaiserowskich Niemiec.
Szybki wzrost liczby mieszkańców Rybnika doprowadził do wybudowania w mieście aż trzech szpitali. W 1858 roku powstał szpital Spółki Brackiej (Knappschaftslazarett, dzisiejszy kampus uniwersytecki przy ulicy Rudzkiej). W maju 1869 roku otwarto szpital św. Juliusza (St. Julius-Krankenhaus), który początkowo był przeznaczony wyłącznie dla kobiet. W 1886 roku na obecnej ulicy Gliwickiej uruchomiono istniejący do dziś szpital dla nerwowo i psychicznie chorych.

### Rozbudowa miasta na początku XX wieku
W 1906 r. zbudowana została Bazylika św. Antoniego, co spowodowało powstaniem dodatkowych dróg oraz wielu ważnych budynków w okolicy. Neogotycką świątynię z rejonem dworca kolejowego połączyła nowo zaprojektowana i powoli realizowana ulica, dziś znana jako ul. Kościuszki (ówcześnie Kaiser Wilhelm Straße). Na odcinku pomiędzy obu obiektami rozpoczął się proces zabudowywania pustych działek, trwający kilkadziesiąt lat. Tuż przed I wojną światową do użytku oddano Gimnazjum Publiczne (obecnie siedziba I Liceum Ogólnokształcące im. Powstańców Śląskich).
Postępująca zabudowa miasta skoncentrowała się w początkach XX wieku na obszarze pomiędzy starym centrum a szlakiem kolejowym i dworcem. Tereny kolejowe stanowiły na pewien czas przestrzeń intensywnej zabudowy przemysłowej i municypalnej.

### Czasy współczesne
W 1964 roku oddano do użytku budynek Teatru Ziemi Rybnickiej. W latach 70. XX w. Rybnik powiększył swoje terytorium, do miasta zostało włączonych kilka podrybnickich wiosek i miasteczek. W tym okresie w dzielnicy Rybnicka Kuźnia została otwarta Elektrownia Rybnik, obecnie jedna z największych elektrowni na Górnym Śląsku. Poza przemysłem rozwijała się oświata, kultura, sport i rekreacja. Powstawały nowe osiedla mieszkaniowe m.in. największe w Rybniku osiedle Nowiny.
Na przełomie XX i XXI wieku miasto przeszło transformację gospodarczą, stając się miastem handlowym. Z przeprowadzonych w 2013 roku badań wynikało, że Rybnik figuruje jako 3. miasto w Polsce, a jako pierwsze w województwie śląskim pod względem liczby dyskontów w odniesieniu do liczby mieszkańców (w Rybniku jeden dyskont przypadał na 7,8 tysiąca mieszkańców). W ogólnopolskim rankingu wyżej klasyfikowane były tylko dwa miasta – Gorzów Wielkopolski i Szczecin.

## Architektura Rybnika

### Zabytki
Zabytki architektury skupione są głównie w śródmieściu. Do najważniejszych należą:
- Bazylika św. Antoniego, świątynia neogotycka, zbudowana według projektu Ludwiga Schneidera w latach 1903–1906.
- Budynek dawnego Starostwa w Rybniku z 1887 r.
- Neoklasycystyczny budynek nowego ratusza, wzniesiony w 1928 r.
- Klasycystyczny dawny ratusz miejski z wieżą zegarową z 1822 r., obecnie mieszczący muzeum miejskie oraz Urząd Stanu Cywilnego
- Kościół akademicki Wniebowzięcia Najświętszej Maryi Panny – najstarszy kościół w mieście, pochodzący z połowy XV wieku.
- Kościół ewangelicko-augsburski zbudowany w 1791 r., odnowiony po pożarze 1875 r.
- Zamek piastowski, wzniesiony na początku XIII w., całkowicie przebudowany w XVIII w. według projektu Franciszka Ilgnera
- Zespół Szpitalny św. Juliusza, wraz z kaplicą szpitalną pw. św. Juliusza założony przez doktora Juliusza Rogera.
- Kościół pw. Matki Boskiej Bolesnej, wewnątrz skrzydła późnogotyckiego tryptyku z kościoła WNMP. Gotyckie prezbiterium. Zbudowany według projektu Franciszka Ilgnera w latach 1798–1801
- Wieża ciśnień przy skrzyżowaniu ulic Gliwickiej i Kotucza
- Figura św. Jana Nepomucena – rzeźba późnobarokowa, wolno stojąca

W pozostałych dzielnicach miasta można wyróżnić:
- Drewniany kościół św. Katarzyny z 1534 r. w dzielnicy Wielopole
- Drewniany kościół św. Wawrzyńca, zbudowany w 1717 r. w dzielnicy Ligocka Kuźnia
- Późnobarokowy murowany dwór zbudowany w 1736 r.
- Zabytkowa Kopalnia „Ignacy” w Rybniku Niewiadomiu
- Familoki, głównie w dzielnicy Chwałowice

### Współczesna architektura Rybnika
Po zakończeniu II wojny światowej wraz z rozwojem przemysłowym miasta do użytku oddano wiele budynków, w tym:
- budynek Teatru Ziemi Rybnickiej w 1964 r.,
- Elektrownię Rybnik w latach 70. XX wieku,
- duże osiedle w dzielnicy Maroko-Nowiny,
- kino Apollo oraz Dom Górnika w Chwałowicach,
- domy handlowe Hermes i nieistniejący już Domus.

W Rybniku funkcjonuje wiele obiektów sportowych, w tym:
- Hala widowiskowo-sportowa w Rybniku-Boguszowicach,
- Lotnisko Rybnik-Gotartowice,
- Stadion im. Andrzeja Skulskiego w Rybniku,
- Stadion MOSiR Rybnik,
- Stadion Rymera Rybnik.

W mieście znajduje się wiele budynków, wykorzystywanych przez instytucje kulturalne. Najważniejsze obiekty to: Rybnickie Centrum Kultury, w którym znajduje się m.in. Teatr Ziemi Rybnickiej, kino „Kultura”, Filharmonia Rybnicka oraz Galeria Sztuk Rybnickiego Ośrodka Kultury. Gmach Miejskiej i Powiatowej Biblioteki Publicznej znajduje się przy ul. Szafranka, a 24 filie na obszarze całego miasta. W Rybniku znajdują się także dwa muzea – miejskie oraz w zabytkowej kopalni „Ignacy”. Ponadto w mieście działa pięć kin (w tym dwa multipleksy). W największych dzielnicach miasta działają domy kultury.
W Rybniku znajduje się 8 czynnych stacji i przystanków kolejowych: Rybnik (Śródmieście), Rybnik Niedobczyce, Rybnik Niewiadom, Rybnik Paruszowiec, Rybnik Towarowy, Rybnik Rymer, Rybnik Piaski, Rybnik Gotartowice.
Na przełomie XX i XXI wieku w mieście powstało wiele obiektów handlowych, w tym dwie galerie handlowo-rozrywkowe Rybnik Plaza oraz Focus Mall, kilka sklepów wielkopowierzchniowych oraz kilkanaście supermarketów i dyskontów.